# Apocalypse - L'apocalisse
Apocalypse - L'apocalisse (10.5: Apocalypse) è una miniserie televisiva statunitense diretta da John Lafia. È il seguito di Magnitudo 10.5.

## Trama
Un terrificante terremoto di magnitudo 10,5 rade al suolo Los Angeles e provoca un enorme tsunami che spazza via gran parte di Waikiki, Hawaii. Questi eventi si rivelano essere solo i primi di una serie di eventi sismici, tra cui il risveglio di vulcani spenti e il risveglio di antiche faglie. L'Hoover Dam crolla quando il lago Mead inizia a scaldarsi e a espandersi oltre la capacità di contenimento. Las Vegas collassa in una gigantesca voragine quando l'acqua acida mina il calcare sotterraneo. Infine, un enorme faglia si apre sotto il Dakota del Sud, distruggendo il Monte Rushmore.
I geologi della "United States Geological Survey" non capiscono perché eventi sismici che normalmente si susseguono in più secoli, stiano accadendo così rapidamente, ma la dottoressa Samantha Hill ricorda che suo padre, una volta, aveva teorizzato che le placche tettoniche della Terra avrebbero raggiunto un punto di massima separazione. Raggiunto quel punto, sarebbero tornate indietro, come un elastico. La teoria afferma inoltre che l'attività sismica sarebbe enormemente accelerata durante il periodo iniziale d'inversione. Tuttavia, il dottor Earl Hill era stato ostracizzato dall'USGS per questa teoria, e aveva abbandonato la geologia per diventare un giocatore professionista di poker di successo. Quando Las Vegas affonda nella terra, egli si trova nel casinò del (fittizio) Atlas Hotel.
La seconda parte della miniserie si apre con il salvataggio del dottor Hill dalle rovine dell'Hotel Atlas appena prima che sia completamente inghiottito. Allo stesso tempo, la faglia sta avanzando dal Dakota del Sud. Se raggiunge Houston e il golfo del Messico, come previsto, le pianure del Midwest saranno coperte da un nuovo oceano, proprio come erano migliaia di anni fa. Una massiccia evacuazione delle regioni interessate viene ordinata. Tuttavia, la (fittizia) rete di centrali nucleari a Red Plains, Texas, si trova nel percorso della faglia. Se verrà distrutta, l'intera area e centinaia di chilometri di terra saranno contaminati da scorie nucleari.
Il dottor Earl Hill si presenta con un piano disperato per deviare la faglia intorno alla centrale nucleare mediante l'apertura di un'altra faglia secondaria da est, facendo esplodere enormi riserve di gas naturale nella zona. La faglia principale segue il nuovo percorso intorno a Red Plains, salvando l'impianto nucleare. Tuttavia, nulla può fermare la natura. Ancora una volta devia a sud, tagliando attraverso il centro di Houston per raggiungere il golfo del Messico. Allo stesso tempo, la metà settentrionale della faglia ha raggiunto la baia di Hudson. Le acque hanno riempito la faglia, creando un nuovo oceano che divide gli Stati Uniti e il Canada a metà.